# Avió d'enllaç

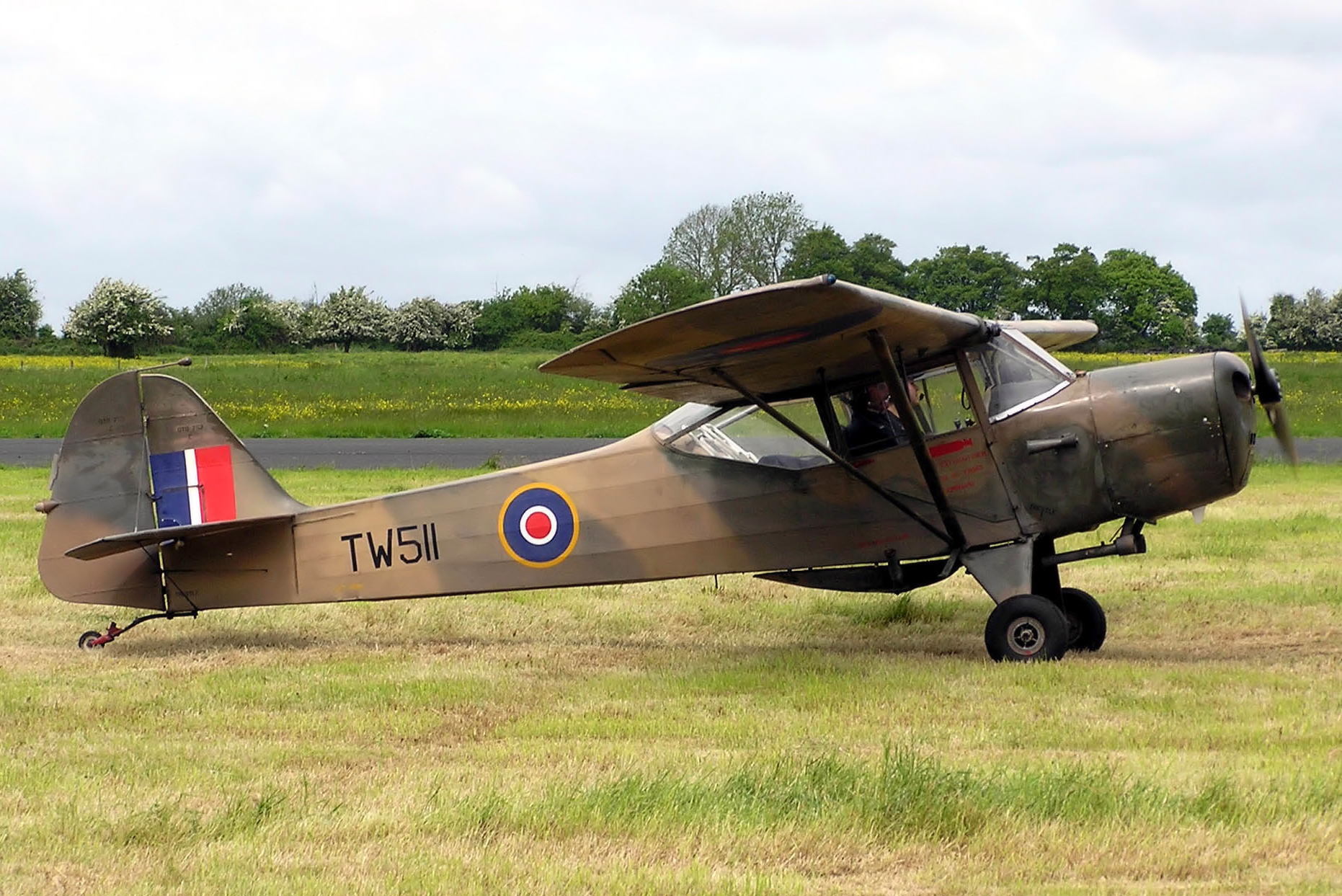
Avió d'enllaç Taylorcraft Auster AOP de 1957.

Un avió d'enllaç és un tipus d'avió petit, normalment desarmat, desenvolupat abans de la Segona Guerra Mundial i principalment usat per les forces militars per a l'observació de l'artilleria o el transport de comandants i missatgers. Aquests avions també eren usats pel reconeixement aeri del camp de batalla, l'evacuació mèdica, el control, el lliurament de càrregues lleugeres, i feines similars. Aquests avions eren capaços d'operar des d'aeròdroms improvisats, i fins i tot en pèssimes condicions, aquests aparells comptaven amb capacitats d'enlairament i d'aterratge en distàncies curtes (STOL). La majoria dels avions d'enllaç van ser modificats i utilitzats posteriorment com avions lleugers d'aviació general. Actualment, l'helicòpter militar duu a terme moltes de les tasques que abans realitzava l'avió d'enllaç.

## Avions d'enllaç per país

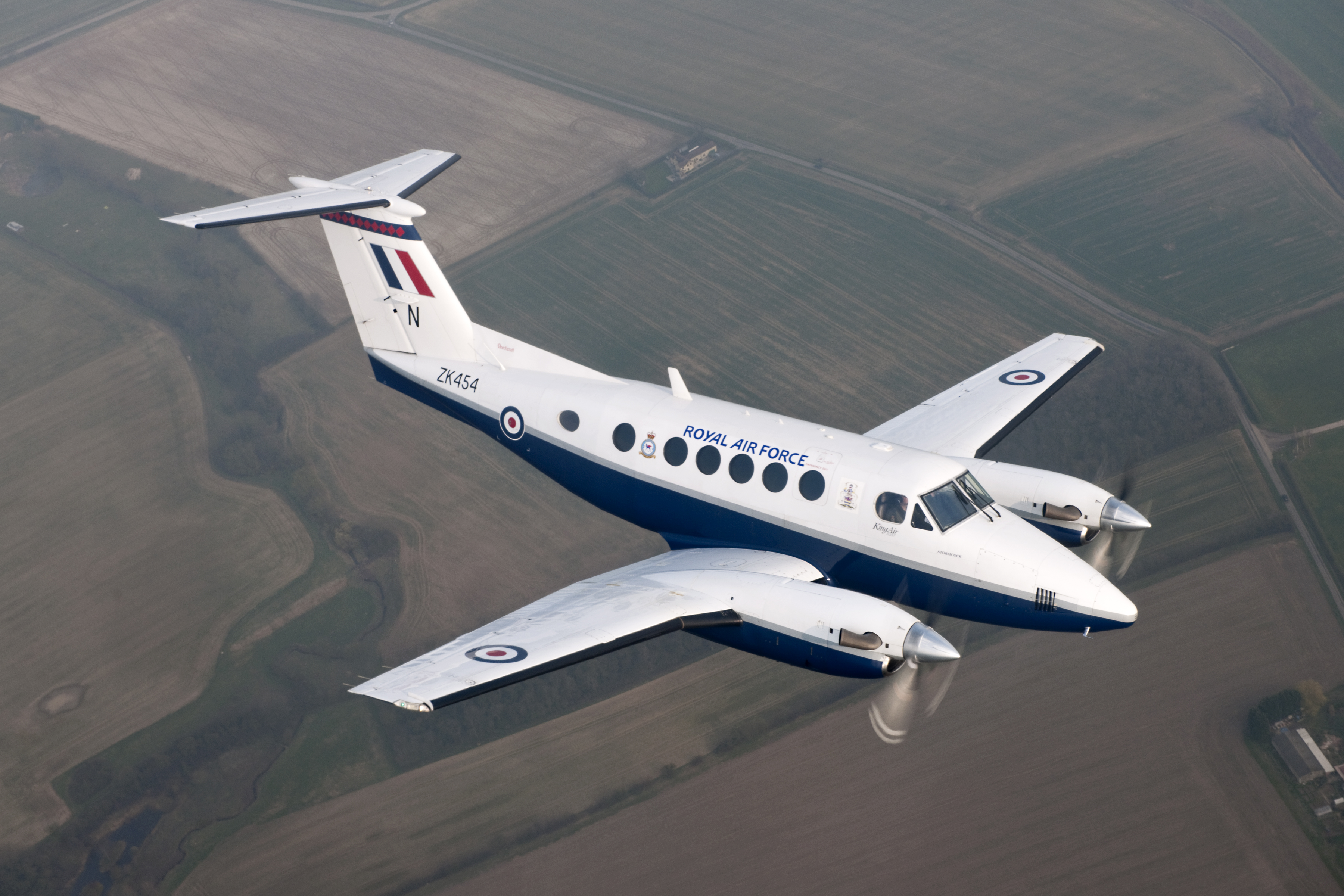
Beechcraft King Air.

### Alemanya
- Fieseler Fi 156 Storch
- Messerschmitt Bf 108 Taifun

### Estats Units

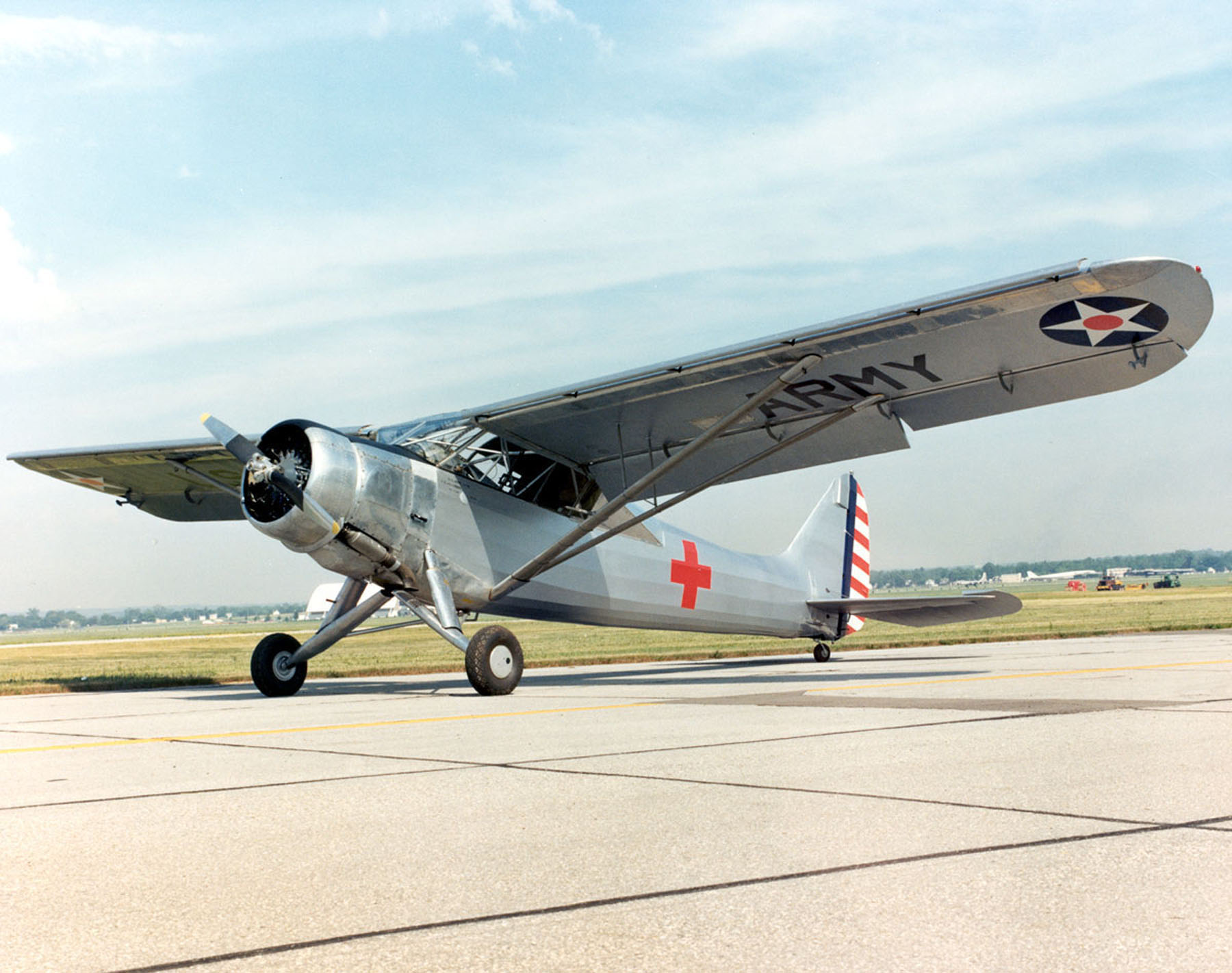
Vultee L-1A.

- Vultee L-1 Vigilant
- Taylorcraft L-2 Grasshopper
- Aeronca L-3 Grasshopper
- Piper L-4 Grasshopper
- Stinson L-5 Sentinel
- Interstate L-6 Cadet
- North American / Ryan L-17 Navion
- Beechcraft King Air

### Polònia
- Lublin R-XIII

### Regne Unit
- Westland Lysander
- Taylorcraft Auster AOP

### Suïssa
- Pilatus PC-6

### Unió Soviètica
- Polikàrpov Po-2
- Mikoian-Gurévitx MiG-8